# ナゼロ
ナゼロ株式会社（Nazero Co.,Ltd.）は、愛知県刈谷市今川町花池53番地に本社を置く家具メーカー。1905年（明治38年）創業。1953年（昭和28年）設立。

## 年表
- 1905年（明治38年） - 愛知県碧海郡刈谷町で近藤農産具製作所として創業[1]。
- 1953年（昭和28年）5月21日 - 設立。社名を名古屋オート工業株式会社に改称[2]。
- 1972年（昭和47年） - 社名を名古屋椅子工業株式会社に改称[2]。
- 1993年（平成5年） - 刈谷市今川町に新社屋を建設[2]。ブランド名を「オート」から「ナゼロ」に変更[2]。
- 2004年（平成16年） - 創業100周年。社名をナゼロ株式会社に改称[2]。

## 歴史

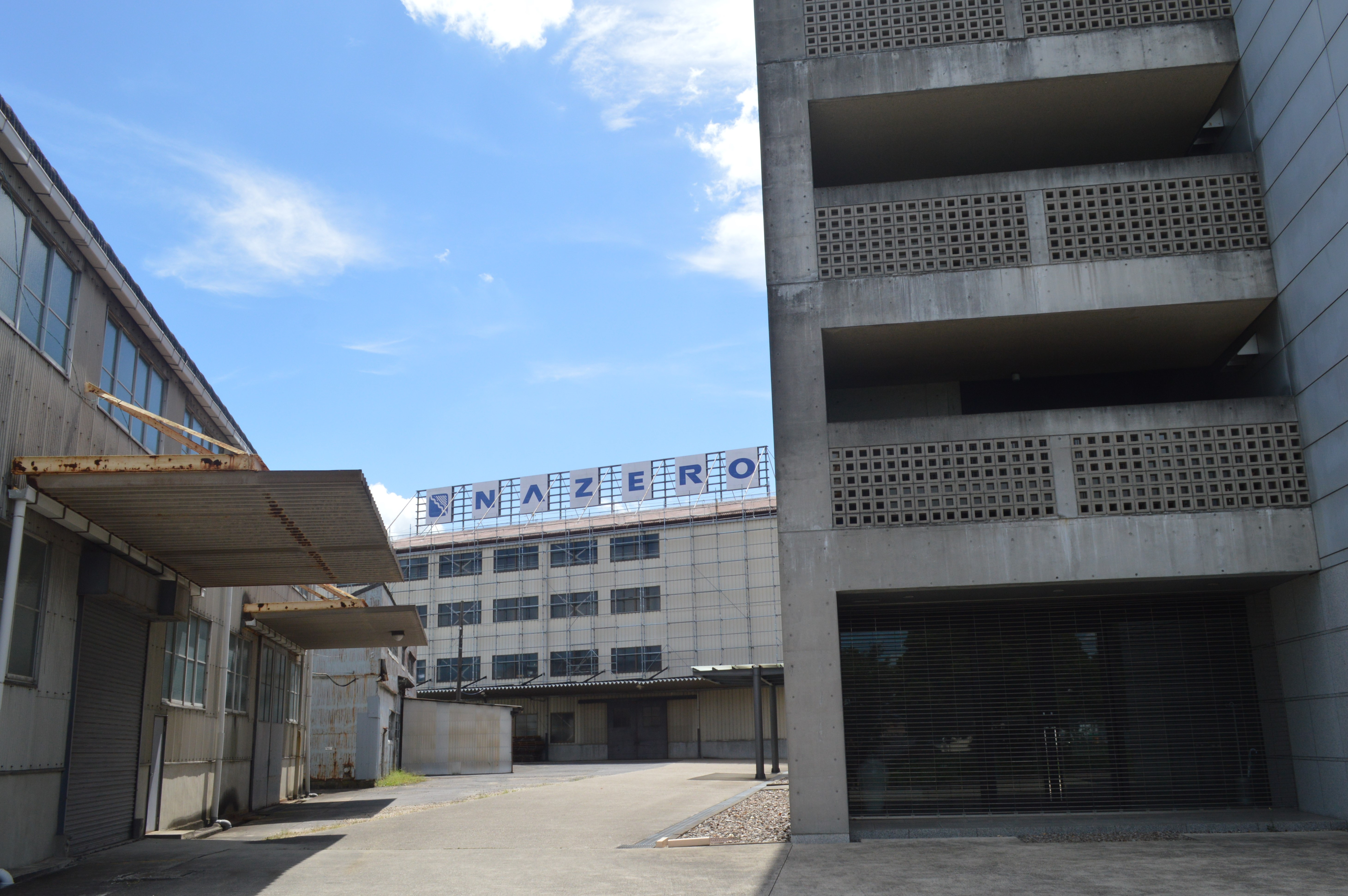
ナゼロ

1905年（明治38年）に近藤農産具製作所として創業した際には農機具の製造を行っていた。戦時中の1941年（昭和16年）には有松・鳴海絞りの竹田嘉兵衛商店と協力して着物用の蜘蛛絞り機械を開発し、この機械は1960年代まで生産が続けられた。さらに1943年（昭和18年）には中島飛行機の協力工場となり、航空機部品を製造した。
戦後の1951年（昭和26年）にはオートバイのハンドルやエキゾーストパイプの製造を手掛け、ホンダ・ヤマハ発動機・スズキなどのオートバイメーカーに納入した。

### 家具製造への転換
オートバイ製造で培ったパイプの曲げ加工技術を応用し、1953年（昭和28年）には今日に続く家具の製造を開始し、大多数の椅子が木製だった時代にスチール製の椅子の製造に着手した。高度経済成長期の住宅環境の変化に合わせて爆発的なヒットを記録し、東京都・大阪市・沼津市・福岡市に相次いで営業所を構えた。
この頃のパチンコホールで客は立って打っていたが、1969年（昭和44年）には日本で初めてパチンコホール用の椅子の製造を開始し、パチンコ業界の成長に合わせて販売数を伸ばした。1970年（昭和45年）にはスチール家具以外に木製家具の生産を開始し、1975年（昭和50年）には開業ブームにあった喫茶店用の木製家具を開発した。

### 医療施設向け家具
1988年（昭和63年）には兵庫県姫路市に木工工場を設立した。1998年（平成10年）には病院建築で知られる名古屋市立大学芸術工学部教授の柳澤忠が主催した健康デザイン研究会に参加し、病院における家具の開発を開始した。当時は健康分野に特化した家具メーカーは存在しなかった。2002年（平成14年）にはワコールと共同で、妊産婦用のいすを開発した。
ナゼロの製品は多くの病院や介護施設に採用されており、JCHO東京高輪病院（東京都港区）、横浜市立市民病院（神奈川県横浜市）、国立循環器病研究センター（大阪府吹田市）、総合大雄会病院（愛知県一宮市）、赤坂山王メディカルセンター（東京都港区）、国際医療福祉大学成田病院（千葉県成田市）、足利赤十字病院（栃木県足利市）などに製品を納入している。

### 国際的な取り組み
国際的な取り組みとしては、1986年（昭和61年）にフィンランドのアデルタ社(Adelta)と業務提携を行い、1989年（平成元年）に名古屋市で開催された世界デザイン博覧会ではフィンランド館を運営した。2000年にはアメリカ建築家協会(AIA)がカナダのバンクーバーで主催した国際病院建築会議に参加し、2006年（平成18年）には南アフリカ共和国のケープタウンで開催された国際病院設備連盟ケープタウン国際会議に参加した。

## 事業所
- 本社
  - 愛知県刈谷市今川町花池53番地

- 東京オフィス
  - 東京都豊島区南大塚2-26-7 ME新大塚ビル1階